# Saison 2005 de l'équipe cycliste Illes Balears-Caisse d'Épargne
En 2005, l'équipe cycliste Illes Balears-Caisse d'Épargne participe au ProTour, lancé cette année-là. Les principales performances de l'équipe ont été les places de Francisco Mancebo au Tour de France (4e) et au Tour d'Espagne (3e), et la victoire d'Alejandro Valverde au Tour du Pays basque.

## Effectif
| Cycliste                   | Date de naissance | Nationalité | Équipe 2004      |
| -------------------------- | ----------------- | ----------- | ---------------- |
| José Luis Arrieta          | 15-06-1971        | Espagne     |                  |
| David Arroyo               | 07-01-1980        | Espagne     | LA Pecol         |
| Daniel Becke               | 12-03-1978        | Allemagne   |                  |
| José Luis Carrasco         | 27-04-1982        | Espagne     | Néo-pro          |
| Antonio Colom              | 11-05-1978        | Espagne     |                  |
| Imanol Erviti              | 15-11-1983        | Espagne     | Néo-pro          |
| Sergi Escobar              | 22-09-1974        | Espagne     | Néo-pro          |
| Isaac Gálvez               | 20-05-1975        | Espagne     |                  |
| José Vicente García Acosta | 04-08-1972        | Espagne     |                  |
| Jonathan Gonzalez          | 13-02-1981        | Espagne     | Costa de Almería |
| José Iván Gutiérrez        | 27-11-1978        | Espagne     |                  |
| Joan Horrach               | 27-03-1974        | Espagne     |                  |
| José Julia                 | 01-07-1979        | Espagne     | Kelme            |
| Vladimir Karpets           | 20-09-1980        | Russie      |                  |
| Pablo Lastras              | 20-01-1976        | Espagne     |                  |
| Iker Leonet                | 10-12-1983        | Espagne     | Néo-pro          |
| Francisco Mancebo          | 09-03-1976        | Espagne     |                  |
| David Navas                | 10-06-1974        | Espagne     |                  |
| Aitor Osa                  | 09-09-1973        | Espagne     |                  |
| Unai Osa                   | 12-06-1975        | Espagne     |                  |
| Mikel Pradera              | 06-03-1975        | Espagne     |                  |
| Vicente Reynés             | 30-07-1981        | Espagne     |                  |
| Antonio Tauler             | 11-04-1974        | Espagne     |                  |
| Alejandro Valverde         | 25-04-1980        | Espagne     | Kelme            |
| Xabier Zandio              | 17-03-1977        | Espagne     |                  |

## Victoires
| Date       | Course                                    | Pays    | Classe | Vainqueur           |
| ---------- | ----------------------------------------- | ------- | ------ | ------------------- |
| 08/02/2005 | Trofeo Sóller                             | Espagne | 1.1    | Alejandro Valverde  |
| 09/02/2005 | Trofeo Manacor                            | Espagne | 1.1    | Alejandro Valverde  |
| 10/02/2005 | Trofeo Calvià                             | Espagne | 1.1    | Antonio Colom       |
| 27/02/2005 | Clásica de Almería                        | Espagne | 1.1    | José Iván Gutiérrez |
| 09/03/2005 | 3e étape de Paris-Nice                    | France  | PT     | Vicente Reynés      |
| 13/03/2005 | 7e étape de Paris-Nice                    | France  | PT     | Alejandro Valverde  |
| 26/03/2005 | 1re étape du Critérium international      | France  | 2.HC   | Isaac Gálvez        |
| 07/04/2005 | 4e étape du Tour du Pays basque           | Espagne | PT     | Alejandro Valverde  |
| 08/04/2005 | Classement général du Tour du Pays basque | Espagne | PT     | Alejandro Valverde  |
| 18/06/2005 | 8e étape du Tour de Suisse                | Suisse  | PT     | Pablo Lastras       |
| 24/06/2005 | Championnat d'Espagne du contre-la-montre | Espagne | CN     | José Iván Gutiérrez |
| 12/07/2005 | 10e étape du Tour de France               | France  | PT     | Alejandro Valverde  |
| 21/08/2005 | Clásica a los Puertos                     | Espagne | 1.1    | Xabier Zandio       |
| 05/09/2005 | 10e étape du Tour d'Espagne               | Espagne | PT     | Francisco Mancebo   |

## Classements UCI Pro Tour

### Individuel
| Rang | Coureur                    | Points |
| ---- | -------------------------- | ------ |
| 15   | Francisco Mancebo          | 107    |
| 22   | Alejandro Valverde         | 87     |
| 37   | Aitor Osa                  | 60     |
| 71   | Vladimir Karpets           | 32     |
| 124  | Unai Osa                   | 8      |
| 147  | Isaac Gálvez               | 3      |
| 155  | Pablo Lastras              | 2      |
| 155  | Xabier Zandio              | 2      |
| 164  | Vicente Reynés             | 1      |
| 164  | José Vicente García Acosta | 1      |

### Équipe
L'équipe Illes Balears a terminé à la 10e place avec 262 points.